# Теллер, Эдвард
Э́двард Те́ллер (англ. Edward Teller; 15 января 1908 года, Будапешт — 9 сентября 2003 года, Станфорд, Калифорния) — американский физик-теоретик еврейского происхождения, широко известный как «отец водородной бомбы». Он внёс значительный вклад в ядерную и молекулярную физику, спектроскопию (в частности, описал эффекты Яна — Теллера и Реннера — Теллера) и физику поверхности. Его расширение теории Энрико Ферми о бета-распаде, а именно понятие о переходах Гамова — Теллера, стало ключевой вехой в приложениях этой теории, а эффект Яна — Теллера и теория Брунауэра — Эммета — Теллера (БЭТ) сохранили свою изначальную формулировку и до сих пор являются базисом в физике и химии. Теллер также сделал вклад в теорию Томаса — Ферми, предшественницу теории функционала плотности, которая является стандартным инструментом в объяснении сложных молекул с точки зрения квантовой механики. В 1953 году Теллер, в соавторстве с Николасом Метрополисом и Маршаллом Розенблютом, написал статью, ставшую отправной точкой для применения метода Монте-Карло в статистической механике.
Теллер эмигрировал в США в 1930-е годы и был одним из первых сотрудников Манхэттенского проекта, связанного с разработкой первых атомных бомб. В этот период он также приложил большие усилия для разработки первых образцов термоядерного оружия, однако их реализация была отложена до окончания Второй мировой войны. После громкого свидетельства против своего коллеги по Лос-Аламосской лаборатории Роберта Оппенгеймера в слушании о допуске последнего к секретным сведениям, Теллер подвергся остракизму в научном сообществе. Он продолжал находить поддержку в правительстве США и военно-исследовательских институтах, в частности, благодаря своей пропаганде в защиту развития ядерной энергетики, мощного ядерного арсенала и всесторонних ядерных испытательных программ. Он стал одним из основателей Ливерморской национальной лаборатории имени Лоуренса, и долгое время был её руководителем и помощником руководителя.
В свои последние годы Теллер стал известен в качестве защитника дискуссионных технологических проектов по решению как военных, так и мирных задач, в том числе он выступал в поддержку создания искусственной гавани на Аляске с помощью термоядерного оружия (проект «Колесница»). Он был яростным защитником рейганской Стратегической оборонной инициативы (СОИ). В продолжение своей жизни Теллер прославился как своими научными способностями, так и сложными межличностными отношениями и непредсказуемыми личностными качествами, и считается одним из прототипов доктора Стрейнджлава в одноимённом фильме 1964 года.

## Ранние годы жизни и начало карьеры
Эдвард Теллер родился 15 января 1908 года в Будапеште (Австро-Венгрия) в еврейской семье. Его отец, Макс Теллер, держал юридическую практику, а мать, Илона (в девичестве — Дойч), была пианисткой; у Эдварда была также старшая сестра Эмма. Как и многие евреи в Будапеште в то время, его семья перешла в христианство и была весьма религиозной, хотя Эдвард во взрослой жизни стал агностиком. В детстве он долго не говорил, зато очень увлёкся числами и мог даже сосчитать в уме количество секунд в году.
Политический климат и послевоенные восстания в Венгрии, которые он наблюдал в юности, надолго внушили ему отвращение к коммунизму и фашизму. Из-за ограничения числа абитуриентов, введённого режимом Миклоша Хорти, Теллер в 1926 году уехал в Германию и поступил в Высшую техническую школу в Карлсруэ (ныне Технологический институт Карлсруэ), где начал изучать инженерную химию. В 1928 году он увлёкся квантовой механикой и перебрался в Мюнхен. Будучи студентом, попал под трамвай и потерял правую ступню, в результате ему пришлось носить протез и Теллер до конца жизни хромал. В 1930 году он в Лейпцигском университете получил степень доктора философии по теоретической физике. Диссертация Теллера, выполненная под руководством Вернера Гейзенберга, была посвящена одному из первых точных квантовомеханических описаний молекулярного иона водорода. В том же году он познакомился с русскими физиками Георгием Гамовым и Львом Ландау. Пожизненная дружба с чешским физиком Георгом Плачеком оказала существенное влияние на научное и философское развитие Теллера. Кроме того, именно Плачек организовал проживание молодого учёного в Риме у Энрико Ферми, определив тем самым будущую научную карьеру Теллера.
Теллер провёл два года в Гёттингенском университете, и в 1933 году с помощью «Международного комитета спасения» покинул Германию. Некоторое время он работал в Англии, затем, около года, — в Копенгагене под началом Нильса Бора. В 1934 году он женился на Августе Марии «Мици» Харканьи, сестре друга детства.
В 1935 году по приглашению Гамова, который незадолго до этого занял должность заведующего кафедрой физики в Университете Джорджа Вашингтона, Теллер переехал в США и стал профессором. На этой должности до открытия ядерного деления в 1939 году он вместе с Гамовым занимался квантовой, молекулярной и ядерной теоретической физикой. В частности, в 1937 году он предсказал эффект Яна — Теллера, связанный с искажением формы молекул в ряде ситуаций, что влияет на химические реакции в металлах, и, в частности, на окраску некоторых металлических пигментов. Анализ, проведённый Теллером и Германом Артуром Яном, был чисто математическим. В сотрудничестве с Полом Хью Эмметтом и Стивеном Брунауэром он сделал также большое достижение в поверхностной химии и физике, описав так называемую BET-теорию (названную по первым буквам её создателей).
В 1941 году, после получения американского гражданства, его интерес обратился к способам использования атомной энергии, как ядерной, так и термоядерной. Со вступлением США во Вторую мировую войну Теллер вошёл в состав исследовательской группы по созданию атомной бомбы. По совету своего хорошего знакомого Теодора фон Кармана, специалиста по аэродинамике в Калифорнийском технологическом институте, также эмигрировавшего в США из Венгрии, Теллер начал совместную с Хансом Бете разработку теории распространения ударной волны. Гораздо позже их объяснение поведения газа за фронтом ударной волны сыграло большое значение в изучении вхождения ракет в атмосферу.

## Дальнейшая карьера
- В 1946—1952 Теллер — профессор Чикагского университета, в 1946—1952 — заместитель директора Лос-Аламосской лаборатории.
- B 1953—1975 — профессор Калифорнийского университета в Беркли.
- С 1954 года — директор вновь организованной Ливерморской радиационной лаборатории им. Лоуренса при Калифорнийском университете. Руководитель программы по созданию водородной бомбы (первое её испытание прошло на Маршалловых островах 1 ноября 1952).  Теллер был членом генерального консультативного комитета Комиссии по атомной энергии США.
- В 1957—1973 — руководитель Операции «Плаушер», программы использования мирных ядерных взрывов на территории США, под его руководством произведено 27 взрывов[10].

Теллер принадлежал к тем американским учёным, которые настаивали на необходимости обеспечения приоритета США в сфере ядерных вооружений. Он выступал против запрещения ядерных испытаний в трёх средах, за создание более эффективных и дешёвых видов атомного оружия, поражающего цель с минимальным выпадением радиоактивных осадков, за развёртывание лазерного оружия в космосе.
Кроме работ, связанных с атомным вооружением, Теллер занимался исследованиями в области квантовой механики, ядерной физики, спектроскопии многоатомных молекул, физической химии, физики космических лучей и элементарных частиц. Совместно с Г.Гамовым в 1936 году сформулировал правило отбора при β -распаде, внёс большой вклад в теорию ядерных взаимодействий. Независимо от других в 1947 году постулировал существование мезоатомов.
- В 1962 году Теллер был удостоен премии Э.Ферми Комиссии по атомной энергии США «за вклад в химическую и ядерную физику, за руководство исследованиями в области термоядерного синтеза и за усилия по укреплению национальной безопасности».
- В 1975 году Теллер оставил пост профессора Калифорнийского университета.

Следующие три десятилетия Теллер работал советником правительства по вопросам политики в области ядерных вооружений и в начале 1980-х годов горячо поддержал Стратегическую оборонную инициативу Рейгана, известную также как программа «Звёздных войн».
В 1979 году Теллер пережил сердечный приступ. В это же время произошла авария на АЭС Три-Майл-Айленд, незадолго перед которой на экраны вышел фильм «Китайский синдром» с Джейн Фондой в главной роли. Фонда одновременно была активным противником атомной энергетики, и в своей статье «I was the only victim of Three-Mile Island» (рус. «Я был единственной жертвой аварии на Три-Майл-Айленд»), напечатанной в Wall Street Journal, Теллер назвал её виновником приступа. На следующий день The New York Times отметил, что статья была размещена на правах рекламы и спонсировалась Dresser Industries, изготовителем дефектного клапана, признанного причиной аварии.
В 1994 году посетил Российский федеральный ядерный центр (РФЯЦ-ВНИИТФ, Снежинск) во время проведения международной конференции.
Эдвард Теллер в течение 20 лет консультировал и направлял израильское научное сообщество по ядерной тематике. С 1964 по 1967 годы Теллер шесть раз посетил Израиль, где читал лекции по общим вопросам теоретической физики в Тель-Авивском университете. Ему понадобился целый год, чтобы убедить ЦРУ в том, что Израиль располагает ядерным потенциалом, пока наконец в 1976 году представитель ЦРУ Карл Даккетт не сообщил в своих показаниях Конгрессу США о наличии у Израиля ядерного потенциала, сославшись на надёжную информацию, полученную от одного «американского учёного» (Эдварда Теллера). Примерно в 1990 году Теллер признал, что источником этой информации действительно был он.

## Киновоплощение
- фильм «Оппенгеймер» (англ. Oppenheimer) (Великобритания, США, 2023) — Бен Сафди